# Wilfried Huchzermeyer
Wilfried Huchzermeyer (* 1949 in Hamburg) ist ein deutscher Indologe und Verleger.

## Leben und Wirken
Huchzermeyer studierte Indologie, Philosophie und Religionswissenschaft an der Universität Hamburg, der Ludwig-Maximilians-Universität München, der Westfälischen Wilhelms-Universität in Münster, an der University of Pune und in Los Angeles, wo er 1978 mit einer Dissertation über das Thema des Übermenschen bei Friedrich Nietzsche und Aurobindo Ghose zum Doktor der Philosophie promovierte. In einer weiteren Dissertation (Pune 1986) erforschte er spirituelle, philosophische und kulturelle Themen des Mahabharata.
Von 1970 bis 1985 lebte er häufig im Sri Aurobindo Ashram in Pondicherry. Heute leitet er in Karlsruhe den Fachverlag edition sawitri für Sanskrit-Literatur, indische Philosophie und Yoga.
Huchzermeyer ist der Autor zahlreicher Bücher über indische Literatur, Yoga und andere philosophische Themen. In zahlreichen Arbeiten widmet er sich dem Denken und der Yogapraxis von Sri Aurobindo. Dabei versucht er einen Brückenschlag von Ost nach West durch „den Nachweis, dass die europäische Philosophie über eine ganze Tradition natur- und geschichtsphilosophischer Modelle verfügt, die den Gedanken von Sri Aurobindo entsprechen.“

## Werke (Auswahl)

### Monografien
- Krishna – Seine Lebensgeschichte in den Puranas und im Mahabharata. Karlsruhe 2023, ISBN 978-3-931172-54-1
- Das große illustrierte Yoga-Lexikon. Karlsruhe 2022, ISBN 978-3-931172-41-1
- Studies in the Mahabharata. Indian Culture, Dharma and Spirituality in the Great Epic.'Karlsruhe 2018, ISBN 978-3-931172-32-9
- Sri Aurobindos Kommentare zu Krishna, Buddha und Christus. Karlsruhe 2017, ISBN 978-3-931172-35-0
- Sri Aurobindo und die europäische Philosophie. Karlsruhe 2015,  ISBN 978-3-931172-31-2
- Sri Aurobindo. Leben und Werk. Karlsruhe 2010, ISBN 978-3-931172-29-9
- Das Yoga-Lexikon. Sanskrit - Asanas - Biografien - Hinduismus – Mythologie. Karlsruhe 2009, ISBN 978-3-931172-28-2
- Yogis, Yoginis und Asketen im Mahabharata. Karlsruhe 2008, ISBN 978-3-931172-26-8
- Die heiligen Schriften Indiens. Geschichte der Sanskrit-Literatur. Karlsruhe 2003, ISBN 978-3-931172-22-0
- Krishnamurti und der Taoismus. New Age, Mystik, Philosophie. Karlsruhe 1991, ISBN 978-3-931172-04-6
- Die Mutter. (Biografie über Mirra Alfassa). Pondicherry: Sri Aurobindo Society 1986

### Aufsätze
- Sri Aurobindos Kommentare über Buddha und den Buddhismus. In: Friedhelm Köhler, Friederike Migneco, Benedikt Maria Trappen (Hrsg.): Freiheit Bewusstheit Verantwortlichkeit. Festschrift für Volker Zotz zum 60. Geburtstag. München: Edition Habermann 2016 (ISBN 978-3-96025-009-8), S. 183–1888
- Integrale Bildung bei  Sri Aurobindo  In: Aufgang. Jahrbuch für Denken - Dichten - Musik  Band 10, Stuttgart 2013, ISBN 978-3-17-022974-7, S. 126–135